# Kanaya-juku

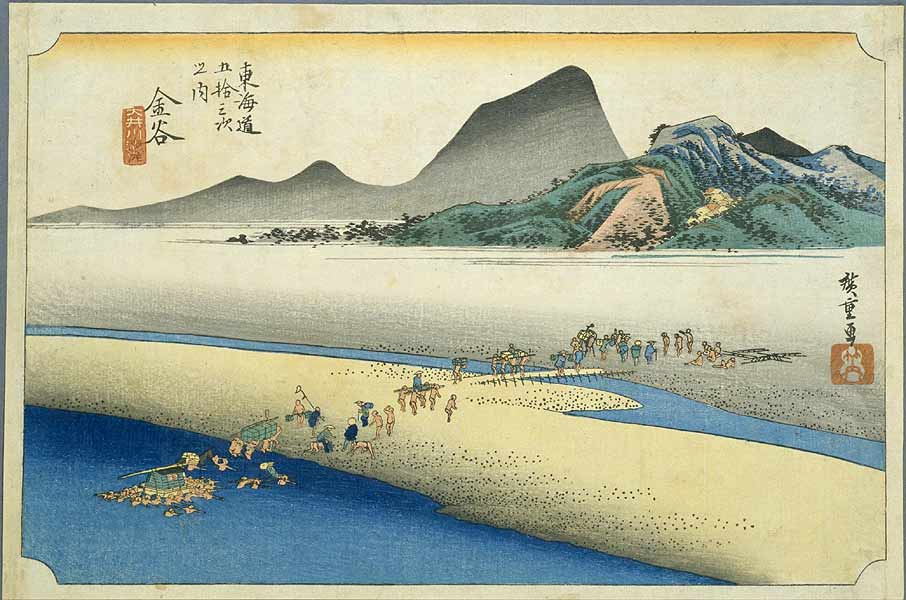
Kanaya-juku dans les années 1830, estampe de Hiroshige dans Les Cinquante-Trois Stations du Tōkaidō.

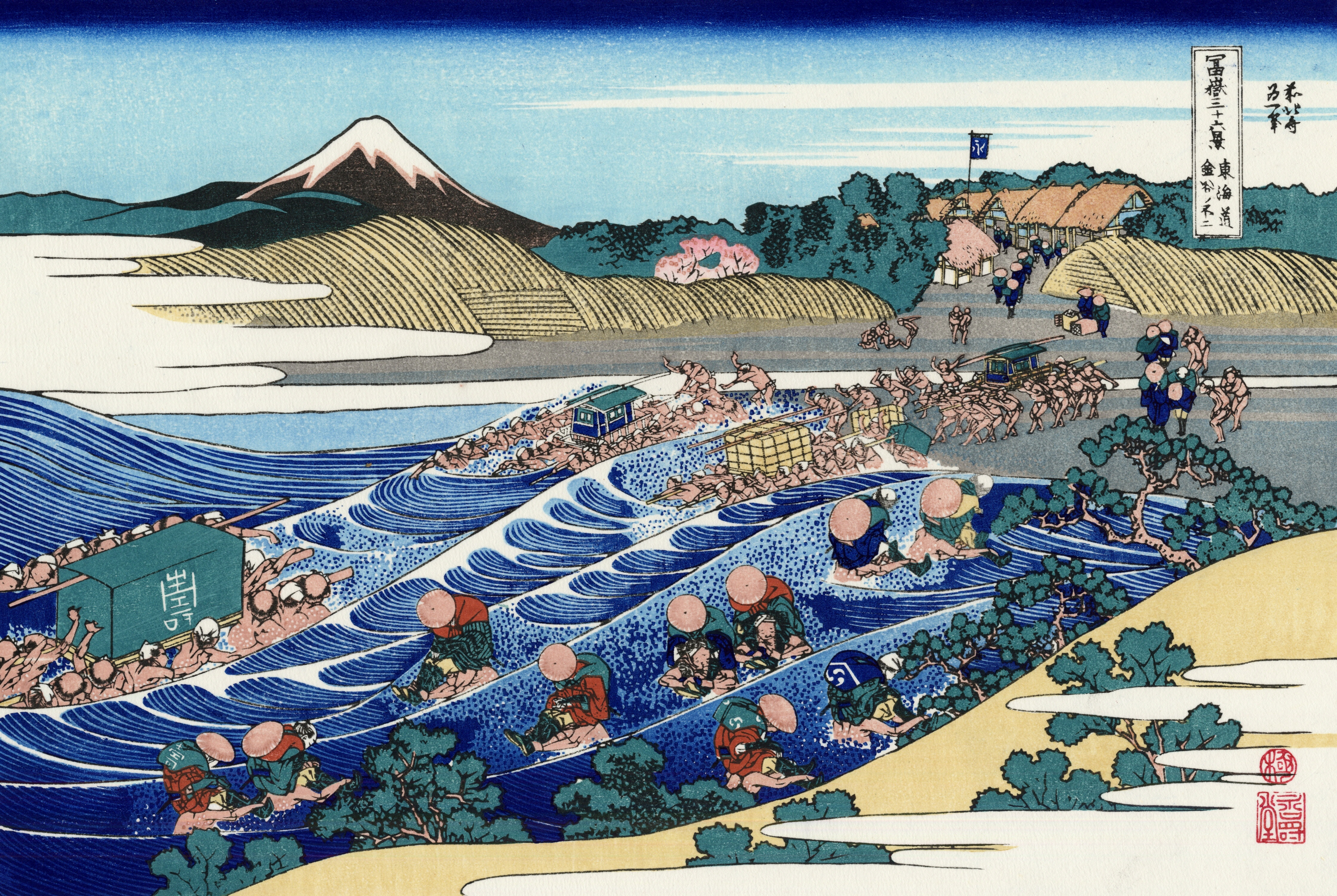
Hokusai.

Kanaya-juku (金谷宿, Kanaya-juku) était la vingt-quatrième des cinquante-trois stations du Tōkaidō. Elle est située dans ce qui est à présent une partie de la ville de Shimada, préfecture de Shizuoka, au Japon. Durant la période Edo, c'était la station la plus à l'est de la province de Totomi.

## Histoire
Kanaya-juku fut construite sur la rive droite du fleuve Ōi en face de Shimada-juku. Il y avait plus de 1 000 bâtiments dans la station, dont trois honjin, une honjin secondaire et 51 hatago. Les voyageurs avaient un accès facile à Nissaka-shuku, qui était éloigné d'environ 6,5 km. Cependant, quand les rives du fleuve étaient inondées, les voyageurs ne pouvaient traverser Kanaya et se rendre à Shimada-juku car le shogunat Tokugawa avait expressément interdit la construction de ponts sur le fleuve Ōi.
La classique estampe ukiyoe d'Ando Hiroshige (édition Hoeido), datant de 1831-1834, dépeint une procession de daimyos astreints au sankin kotai, traversant le fleuve. Le daimyo est dans un kago, tenu à flot par une  plateforme improvisée portée par de nombreux serviteurs qui pataugent dans l'eau. À l'arrière-plan, un petit village se tient au pied de la colline.